# S4 (S-Bahn Rhein-Main)
S4 is een van de negen lijnen die onderdeel zijn van het S-Bahn Rhein-Main-netwerk. De S-Bahn is een regionale metro die de verre buitenwijken en voorsteden verbindt met het centrum van Frankfurt am Main. S4 werd geopend in 1978 en de laatste verlenging vond plaats in 1997. Toen werd het traject van Frankfurt Süd tot Langen geopend. De lijn loopt van Kronberg naar Langen. De S4 is dagelijks in bedrijf tussen ongeveer vier uur 's ochtends en één uur 's nachts. Gedurende het grootste deel van de dag rijdt er per lijn per richting elke 30 minuten een trein; in de minder drukke uren bestaat er een uur-dienst. De S3 loopt bijna volledig op dezelfde route als de S4 (de S4 stopt niet in Bad Soden, Sulzbach Nord en Schwalbach Limes, de S3 niet in Kronberg en Kronberg-Süd) daarom stopt een S-Bahntrein in principe elke 15 minuten in de minder drukke uren elke 30 minuten.

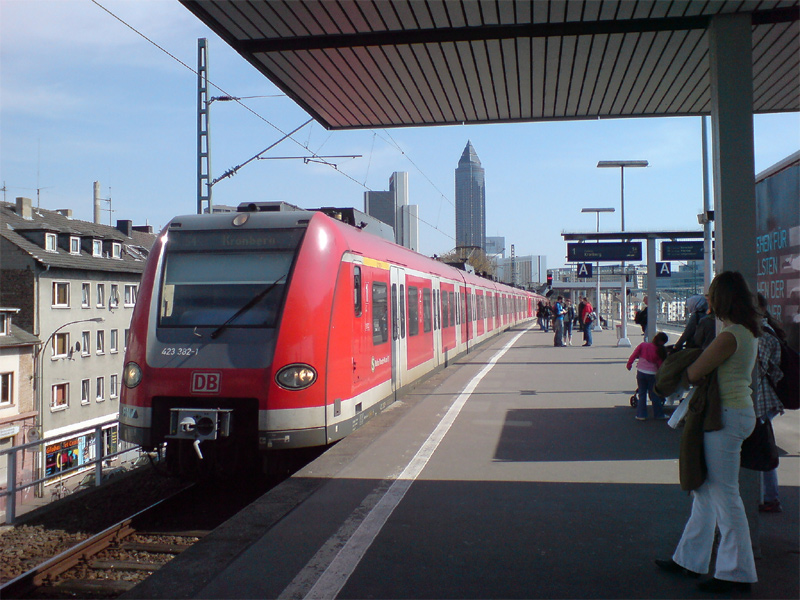
De S4 in Frankfurt West

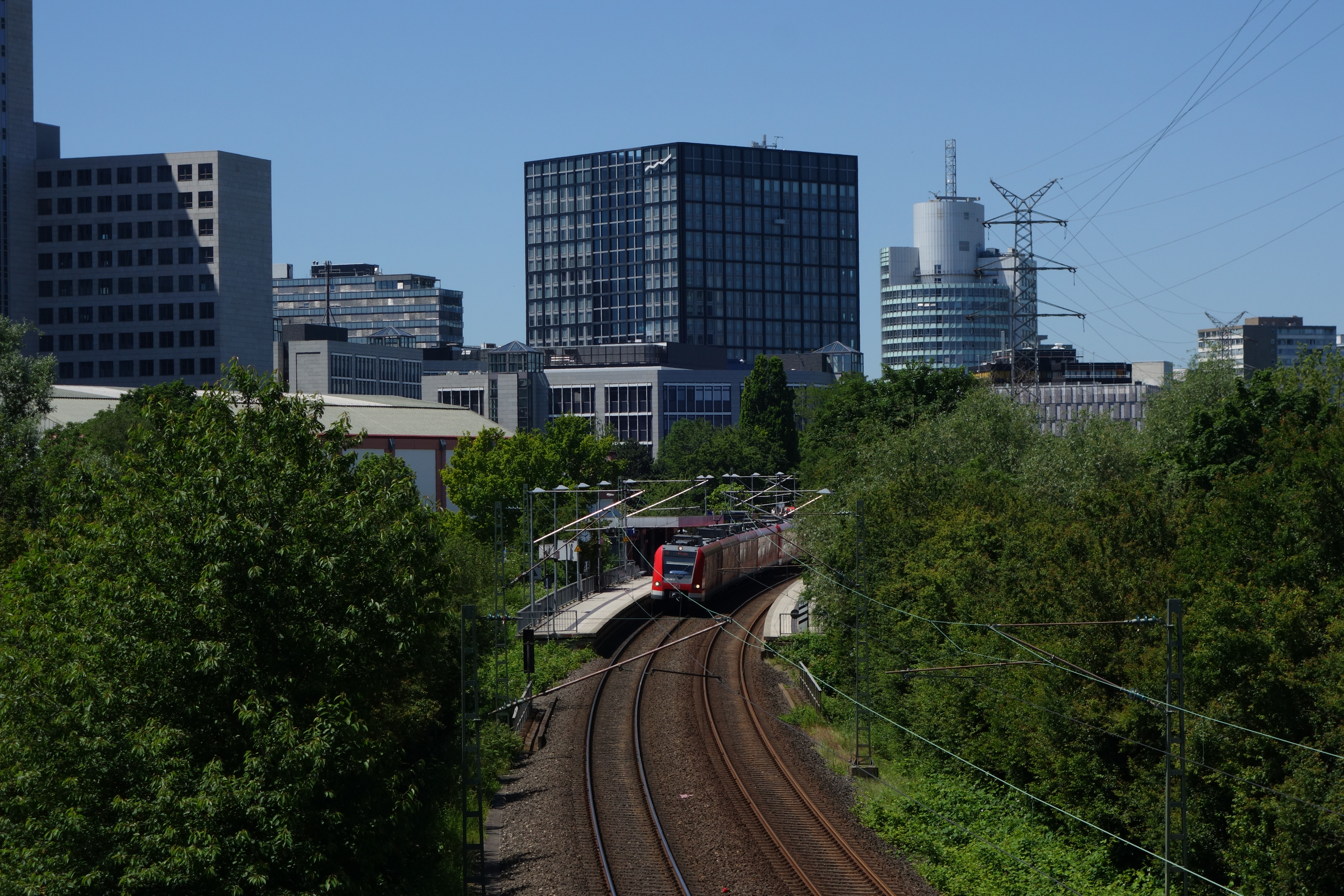
S-treinstation Eschborn-Süd met DB-treinstel 423 als S 4, richting Langen. (Boven het nieuwe gebouw van Deutsche Börse genaamd The Cube)